# 志村貞昌
志村 貞昌（しむら さだまさ）は、江戸時代の旗本。八王子千人同心9人の千人頭の一家。

## 略歴
八王子千人同心の9家の千人頭のうちの一家、千人頭となる。
寛永8年（1631年）3月4日に武蔵国都筑郡・荏原郡・上総国周淮郡において450石を与えられた。寛文2年（1662年）2月15日、73歳で死去。

## その他
長篠合戦図の屏風にて山県昌景の首を持ち帰った志村又左衛門の子孫にあたる。